# Stalita taenaria
Stalita taenaria är en spindelart som beskrevs av Jørgen Matthias Christian Schiødte 1847. Stalita taenaria ingår i släktet Stalita och familjen ringögonspindlar. Inga underarter finns listade i Catalogue of Life.